# Ritratto di Eleonora Gonzaga della Rovere
Il Ritratto di Eleonora Gonzaga della Rovere è un dipinto a olio su tela (114x103 cm) di Tiziano, databile al 1536-1538 e conservato negli Uffizi di Firenze. Fa coppia con il Ritratto di Francesco Maria della Rovere, marito di Eleonora.

## Storia
Grazie a una lettera di Pietro Aretino a Veronica Gambara del 7 novembre 1537 sappiamo che, in quel periodo, Tiziano stava ultimando il ritratto della duchessa e del marito. Nel gennaio del 1536 la duchessa scriveva al proprio ambasciatore a Venezia il desiderio di essere ritratta da Tiziano qualora questi si trovasse a passare per Pesaro dove la donna risiedeva. L'artista doveva essersi già impegnato per un ritratto anche col marito di lei, Francesco Maria della Rovere, durante i giorni dell'incoronazione di Carlo V a Bologna nel 1530.
Col soggiorno della duchessa a Venezia dal settembre 1536, l'idea del pendant di coppia dovette farsi strada, facendo abbandonare l'idea, per il ritratto di Francesco Maria, di un ritratto a figura intera (di cui resta un disegno). In Italia, infatti, a quegli anni, non si era ancora diffusa l'usanza di ritrarre le donne per intero. Il ritratto di Eleonora fu dunque realizzato poco prima di quello del marito, nell'autunno-inverno del 1536-1537.
L'Aretino elogiò l'opera con un sonetto, che omaggiava la duchessa e le sue virtù, tanto con la poesia che con quanto realizzato dal pennello, creando così un esempio di "ut pictura poësis" popolare nella precettistica contemporanea. Ne rimarcò, in particolare, «l'unione dei colori che lo stile di Tiziano ha distesi», la «concordia», lo «spirito gentile», «l'onestà» e la «modestia» della duchessa.
L'opera arrivò alla villa Imperiale di Pesaro nel 1538, e vi restò fino all'estinzione della casata, quando fu portato a Firenze con la dote di Vittoria della Rovere, maritata a Ferdinando II de' Medici.
Nel Gabinetto Disegni e Stampe degli Uffizi si conserva una copia ottocentesca dell'opera (n. 106748).

## Descrizione e stile

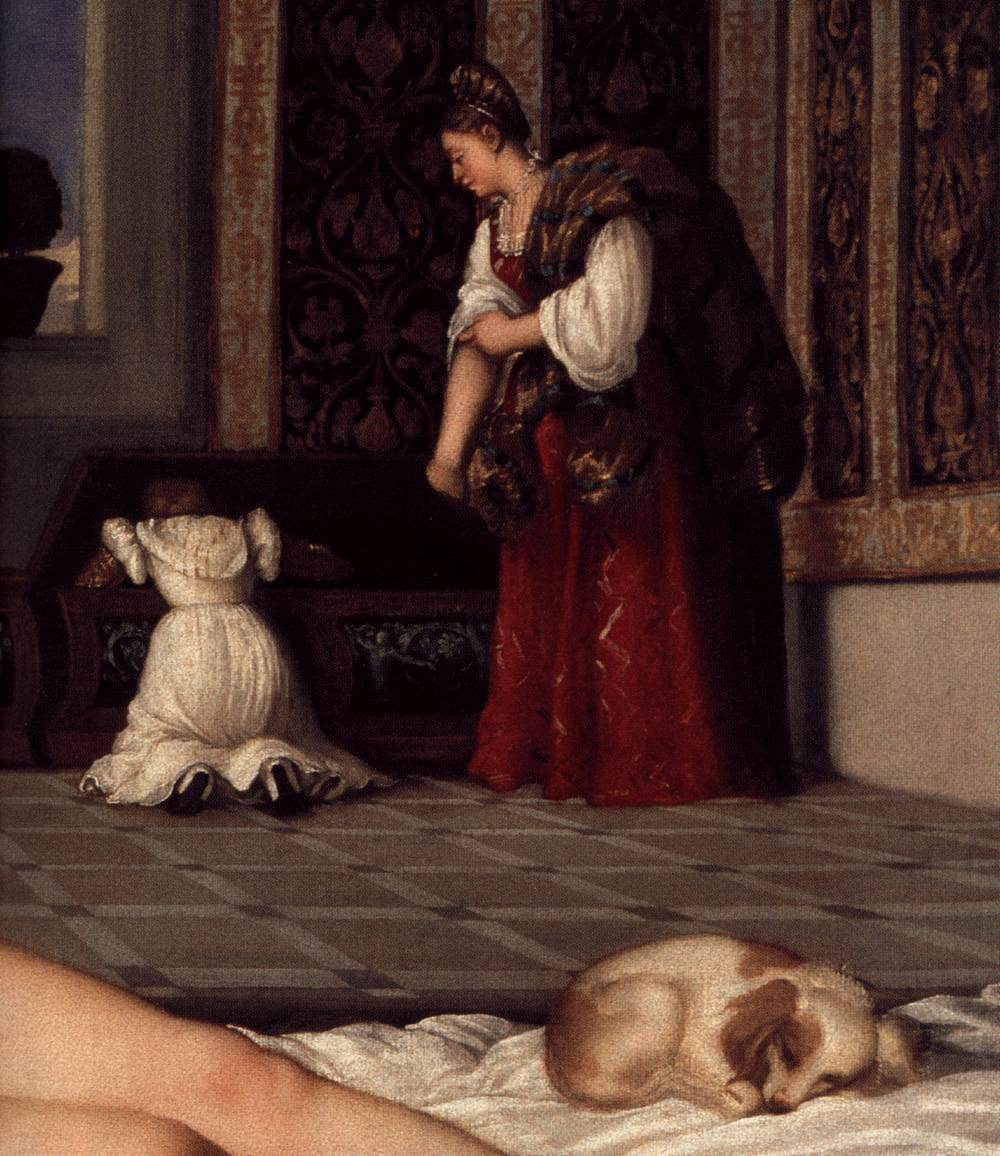
Dettaglio della Venere di Urbino con il cagnolino

Eleonora Gonzaga della Rovere è seduta e ritratta a mezza figura di tre quarti verso sinistra. Indossa un copricapo con ricami dorati che riprende una moda lanciata da Isabella d'Este-Gonzaga, assai in voga tra le nobildonne norditaliane del tempo.
Il vestito è in sontuoso velluto scuro, con fiocchetti dorati e uno scollo coperto da seta bianca e orlato da intarsi dorati con pietre preziose. I colori ricordano quelli della sella dei Montefeltro, dai quali i della Rovere avevano ereditato il ducato. Alle maniche escono sbuffi di seta, ondulati elegantemente. La cintura è un cordone dorato con nappa finale, a cui è appeso una martora con la testa-gioiello, in oro con perle e rubini incastonati; la duchessa ne accarezza con la mano destra la pelliccia scura. La donna indossa anche altri gioielli, tra cui una catena al collo con pendente con perle a goccia (simbolo di purezza della sposa), orecchini pure di perla, e anelli.
Lo sfondo è una parete grigia, nella quale si apre una finestra che mostra un lontano paesaggio verdeggiante. Vicino alla duchessa, sotto la finestra, sta un tavolino coperto da un panno verde, sul quale si trovano un cagnolino pezzato che dorme e un orologio dorato coronato da una statuetta. Si tratta di elementi simbolici, presenti anche in altri dipinti di Tiziano. Il cane, ad esempio, è quasi identico a quello della Venere di Urbino e simboleggia fedeltà. L'orologio compare nel ritratto di Fabrizio Salvaresio a Vienna, in quello di Granvelle al Museo Nelson-Atkins di Kansas City e in quello di Gentiluomo con orologio al Prado. Esso simboleggia l'eternità, magari nell'accezione di fedeltà eterna nel matrimonio, oppure la temperanza (per la regolarità del ticchettio) o addirittura potrebbe rappresentare un memento mori, per lo scorrere del tempo. Potrebbe anche essere semplicemente uno status symbol: si ha, dopotutto, notizia che i duchi di Urbino collezionavano tali manufatti e che una volta lo stesso Tiziano fece da intermediario all'acquisto di un esemplare realizzato da un maestro orologiaio di Augusta.